# Wilhelm Jensen
Wilhelm Hermann Jensen (15 de febrero de 1837 - 24 de noviembre de 1911) fue un escritor y poeta en idioma alemán.

## Biografía
Wilhelm Jensen nació en Heiligenhafen en Holstein (Alemania), hijo natural de Swenn Hans Jensen (1795-1855), alcalde de la ciudad de Kiel y después de administrador (Landvogt), de la isla de Sylt. Jensen descendía de una familia noble frisones. Jensen fue yerno del periodista y escritor Johann August Moritz Bruehl (1819-1877), suegro del historiador y editor Eduard Heyck, y el abuelo del escritor y poeta Hans Heyck.
Después de asistir a las escuelas clásicas en Kiel y Lübeck, Jensen estudió medicina en las universidades de Kiel, Breslau y Wurzburgo. Sin embargo, abandonó la profesión médica por la de las letras, y después de dedicarse durante algunos años en el estudio particular de las letras procedió a Múnich, donde se relacionó con los hombres del mundo literario. Después de una residencia en Stuttgart (1865-1869), donde por un corto tiempo dirigió el Schwäbische Volks-Zeitung (Diario del pueblo de Suabia) y se convirtió en amigo de por vida del escritor Wilhelm Raabe, se convirtió en editor en Flensburg del Norddeutsche Zeitung. En 1872 regresó a Kiel, vivió desde 1876 hasta 1888 en Friburgo de Brisgovia, y desde 1888 hasta su muerte fue un residente de Múnich y St. Salvator, cerca de Prien en el lago Chiemsee.

## Obras literarias
Jensen fue quizás el más fecundo de los escritores alemanes de ficción de su época, más de ciento cincuenta obras procedieron de su pluma, pero solo relativamente pocas de ellas se ganaron el gusto del público, tales como las novelas, Karin von Schweden (Berlín, 1878); Die braune Erica (Berlín, 1868); y el relato, Die Pfeifer von Dusenbach, Eine Geschichte aus dem Elsass (1884). Entre otras obras se pueden mencionar: Barthenia (Berlín, 1877); Götz und Gisela (Berlín, 1886); Heimkunft (Dresde, 1894); Aus See und Sand (Dresde, 1897); Luv und Lee (Berlín, 1897); y la narraciones, Aus den Tagen der Hansa (Leipzig, 1885); Aus stiller Zeit (Berlín, 1881–1885); y Heimat. Jensen también publicó algunas tragedias, entre las que se pueden mencionar: Dido (Berlín, 1870) y Der Kampf fürs Reich (Friburgo de Brisgovia, 1884). Jensen fue también un talentoso poeta. Una colección de su poesía está contenida en Vom zum Morgen Abend (1897).
Jensen es ahora principalmente recordado como el autor de la novela "Gradiva", que atrajo la atención de Freud. El análisis de Freud de esta obra (1907) es su más larga interpretación de una pieza literaria. Está disponible en español como El delirio y los sueños en la "Gradiva" de W. Jensen y otras obras (en alemán original: Der Wahn und die Träume in W. Jensens Gradiva.)